# حزب بعث سوسیالیست عرب (سوریه)
حزب بعث سوسیالیست عرب – شاخه سوریه (به عربی: حزب البعث العربي الاشتراكي – قطر سوريا) در سال ۱۹۴۷ به رهبری میشل عفلق، صلاح‌الدین بیطار و زکی ارسوزی در سوریه تأسیس شد. این حزب که خواهان رنسانس، رستاخیز، پان‌عربیسم و اتحاد جهان عرب در قالب یک کشور بود، شاخه‌هایی را در کشورهای مختلف تأسیس کرد که شاخهٔ عراق و شاخهٔ سوریه به مهم‌ترین و قدرتمندترین آن‌ها تبدیل شدند.
حزب بعث در سال ۱۹۶۳ در سوریه به قدرت رسید؛ امّا اختلافات داخلی بین اعضا باعث شد تا در سال ۱۹۶۶ گروهی از این اعضا که در شاخهٔ منطقه‌ای سوریه متمرکز شده بودند، علیه حکومت سوریه و شاخهٔ ملّی (فراکشوری) حزب بعث کودتا کرده و حکومت را به دست گیرند. از این زمان، اختلاف بین شاخهٔ سوریه و شاخهٔ عراق حزب نیز اوج گرفت و دو سال بعد شاخهٔ عراقی حزب هم به ایجاد سازمان مستقلی با نام «حزب بعث» اقدام کرد که رقابت و دشمنی سختی با شاخهٔ سوری داشت.
پس از کودتای ۱۹۶۶ سوریه، «میشل عفلق» را متهم کردند که اندیشه‌های شخصی دیگر را به نام خودش زده است. عفلق در آن زمان متهم بود که اندیشه‌های حزب بعث را از «زکی ارسوزی» به سرقت برده است. از آن پس ارسوزی به دلیل حمایت از کودتا به عنوان بنیان‌گذار و پدر معنوی حزب بعث شناخته شد.
این حزب از کودتای سال ۱۹۶۳ که بعثی‌ها را به قدرت رساند تا زمان سقوط رژیم اسد بر سوریه حکومت کرد و سرانجام در ژانویه ۲۰۲۵ به‌طور رسمی منحل شد.

## دیدگاه
بعثیسم آمیزه‌ای از ملی‌گرایی عربی، سوسیالیسم و امپریالیسم‌ستیزی بود. شعار آن «اتحاد، آزادی، سوسیالیسم» (وحده، حریه، اشتراکیه) خواهان اتحاد عربی و آزادی از قید کنترل و دخالت غیر اعراب است. دکترین حزب بعث عمدتاً توسط میشل عفلق که به‌ویژه تحت تأثیر اندیشه‌های آندره ژید، رومن رولان، آناتول فرانس، کارل مارکس و فریدریش نیچه قرار داشت، تدوین شده است. البته میشل عفلق پس از کودتای شاخهٔ حزب بعث در سوریه از کشور فرار کرد و پس از به قدرت رسیدن حزب بعث در عراق به عنوان رهبر فکری جریان بعثی به مقام تشریفاتی دبیرکل حزب بعث عراقی‌ها انتخاب شد.
سوسیالیسم بعث بر پایهٔ همکاری و تعاون قشرهای اجتماعی استوار است، نه براساس جنگ و مبارزهٔ طبقاتی. از این رو، بعثی‌ها با سوسیالیسم علمی مخالفند و اصولاً سوسیالیسم را نوعی ناسیونالیسم می‌دانند که به اعراب امکان می‌دهد تا نیروهای بالقوهٔ خود را به ظهور برسانند. بعث به جدایی دین از دولت معتقد است و اهمیتی که به اسلام می‌دهد، صرفاً از دیدگاه قومی و فرهنگی است. حزب بعث همچنین از تندروترین جناح‌های ضد اسرائیل دنیای عرب به حساب می‌آید.

## تاریخچه
جنبش بعثی در ۱۹۴۴ در دمشق به صورت اتحادیه مخفی دانشجویان و روشنفکران جوان به رهبری میشل عفلق مسیحی سوری و صلاح‌الدین بیطار مسلمان سنّی سوری تشکیل شد و هدف آن برانداختن تسلط فرانسه بر سوریه بود. این جنبش پس از استقلال سوریه علنی شد و یک برنامهٔ اصلاحات ارضی ملایم را اعلام کرد و با اقتدار سیاسی و اقتصادی زمین‌داران بزرگ و بازرگانان ثروتمند دمشق و حلب به مبارزه برخاست.

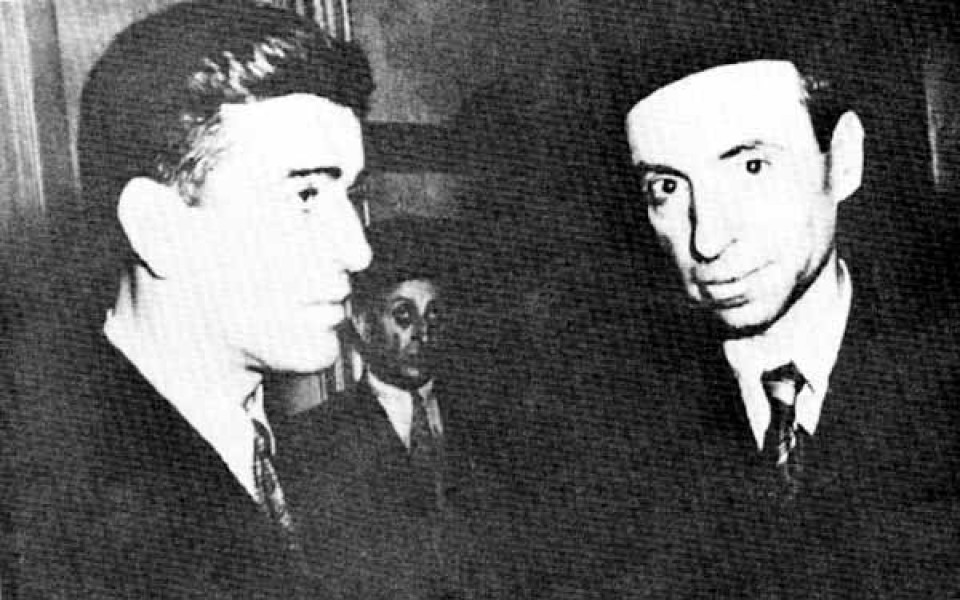
اکرم حورانی (چپ) و میشل عفلق در ۱۹۵۷

حزب اصلی بعث در ۷ آوریل ۱۹۴۷ در نتیجهٔ ادغام جنبش عربی بعث، به رهبری عفلق و البیطار و بعث عربی به رهبری ارسوزی تأسیس شد. این حزب به سرعت در کشورهای عربی از جمله عراق و سوریه شاخه‌هایی تأسیس کرد. حزب بعث در ۱۹۵۳ با «حزب سوسیالیست سوریه» (حزب الاشتراکیه) به رهبری اکرم حورانی یکی شد و این دو حزب بعث را تشکیل دادند. این حزب ابتدا از پان عربیسم تندرو رهبران انقلاب ۱۹۵۲ مصر سخت جانبداری می‌کرد و یکی از عوامل اتحاد سوریه و مصر به صورت جمهوری متحد عربی بود و در روزگار حکومت عبدالکریم قاسم در عراق با او کشمکش‌های سخت و خونین داشت؛ ولی پس از منحل شدن تمام حزب‌ها در جمهوری متحد عرب، حزب بعث، به‌خصوص جناح اکرم حورانی، به مخالفت با جمال عبدالناصر پرداخت و پس از منحل شدن جمهوری متحد عربی در ۱۹۶۱، اندک‌اندک قدرت را در سوریه به دست گرفت و از ۱۹۶۳ حزب حاکم بر سوریه شد.
حزب بعث در سوریه در سال ۱۹۶۴، دست به ملّی کردن بسیاری از مؤسسات و کارخانه‌ها زد و با اخوان‌المسلمین درگیر شد.